# Guvernoratul Kairouan
Guvernoratul Kairouan este una dintre cele 24 unități administrativ-teritoriale de gradul I ale Tunisiei.